# Dongba, Nanjing
Dongba (kinesiska: 东坝) är ett stadsdelsdistrikt (jiedao) i Kina. Det ligger i staden Nanjing i provinsen Jiangsu, i den östra delen av landet, omkring 89 kilometer söder om provinshuvudstaden Nanjing. Antalet invånare är 40 172. Befolkningen består av 19 621 kvinnor och 20 551 män. Barn under 15 år utgör 11,0 %, vuxna 15-64 år 73 %, och äldre över 65 år 14,0 %.
Runt Dongba är det tätbefolkat, med 286 invånare per kvadratkilometer. Närmaste större samhälle är Yaxi, 12,9 km nordost om Dongba. Trakten runt Dongba består till största delen av jordbruksmark.
Genomsnittlig årsnederbörd är 1 538 millimeter. Den regnigaste månaden är juli, med i genomsnitt 254 mm nederbörd, och den torraste är december, med 48 mm nederbörd.